# Leonid Wołoszyn (szachista)
Leonid Wiljewicz Wołoszyn, ros. Леонид Вильевич Волощин, cz. Leonid Vološin (ur. 10 maja 1964 w Kazaniu) – rosyjski szachista, reprezentant Czech od 1997, arcymistrz od 2003 roku.

## Kariera szachowa
Pierwsze znaczące sukcesy na arenie międzynarodowej zaczął odnosić na początku lat 90. XX wieku. W 1993 r. zwyciężył w kołowym turnieju w Szombathely oraz podzielił II m. w otwartym turnieju w Bratysławie (za Witalijem Gołodem, z Maksimem Sorokinem, Jewgienijem Moczałowem, Konstantinem Czernyszowem, Aleksandrem Ryskinem i Danielem Continem). W kolejnych latach sukcesy osiągnął m.in. w :
- Czeskich Budziejowicach (1996, dz. III m. za Markiem Matlakiem i Markiem Vokacem, z m.in. Petrem Habą i Marko Tratarem),
- Klatovy (1997, dz. II m. za Milosem Jirovskim, z Jirim Lechtynskim),
- Ostrawie (1998, dz. I m. z m.in. Robertem Cvekiem i Petrem Velicką),
- Kilonii (2001, dz. I m. z Christophem Scheererem(inne języki)),
- Zabrzu (2001, I m.),
- Pradze (2002, dz. I m. z Eduardem Meduną oraz 2004, I m.),
- Kożuchowie (2003, dz. I m. z Witalijem Koziakiem(inne języki)),
- Imperii (2003, dz. II m. za Igorem Miladinoviciem, z Tomasem Likavskim, Milosem Jirovskim i Borysem Czatałbaszewem),
- Seefeld (2003, dz. I m. z Siergiejem Fiedorczukiem i Lorenzem Drabke(inne języki)),
- Novým Bydžovie (2003, dz. I m. z Aleksandrem Miśtą oraz 2004, I m.),
- Wrocławiu (2004, dz. I m. z Jerzym Słabym),
- Havlíčkůvym Brodzie (2005, dz. II m. za Pavlem Simackiem, z m.in. Tomasem Polakiem i Robertem Cvekiem),
- Brnie (2006, indywidualne mistrzostwa Czech, III m.)[2],
- Zielonej Górze (2006, dz. II m. za Witalijem Koziakiem, z Aleksandrem Miśtą, Jakubem Żeberskim i Jurijem Zezulkinem),
- Lubece (2006, dz. II m. za Władimirem Potkinem, z Klausem Bergiem(inne języki) i Gunnarem Jacobem(inne języki)),
- Barlinku (2007, dz. II m. za Lechem Sopurem, z Klaudiuszem Urbanem, Witalijem Koziakiem i Krzysztofem Bulskim),
- Nachodzie (2007, dz. I m. z Tomasem Kulhankiem(inne języki) i Jirim Lechtynskim).

Najwyższy ranking w karierze osiągnął 1 stycznia 2004 r., z wynikiem 2522 punktów zajmował wówczas 8. miejsce wśród czeskich szachistów.